# Предраг Филиповић (атлетичар)
Предраг Филиповић (Лесковац, 5. октобар 1978) je српски атлетичар. Члан је Атлетског клуба Власотинце, а по образовању грађевински инжењер. Такмичио се у дисциплини ходање 20 километара где држи национални рекорд у времену 1 сат, 21 минут и 50 секунди. Његов брат Ненад се такође такмичио у брзом ходању.
Најзначајнији спортски резултати:
- Летње олимпијске игре 2004. Атина 39. место - 20 км ходање
- Светско првенство 2007. Осака 32. место - 20 км ходање
- Светско првенство 2003. Париз 22. место - 20 км ходање
- Европско првенство 2006. Гетеборг 12. место - 20 км ходање
- Европско првенство 2002. Минхен 12. место - 20 км ходање
- Универзијада 2005. Измир 12. место - 20 км ходање
- Медитеранске игре 2005. Алмерија 6. место - 20 км ходање

Учествовао је на Олимпијским играма у Лондону 2012. где се такмичио у дисциплини 20 км ходање и завршио је трку са временом 1:27:22, заузевши последње (48.) место међу такмичарима који су завршили трку.